# Таймни, Икбал Кишен
Икбал Кишен Таймни (англ. Iqbal Kishen Taimni; 1898 — 7 июня 1978) — индийский химик и философ

, профессор Аллахабадского университета, член Теософского общества.

## Биография
Икбал Таймни родился в 1898 году в Лакхнау, столице штата Уттар-Прадеш в семье кашмирских брахманов. Его отцом был пандит Прем Кишен Таймни. Мать Икбала, Бирадж Таймни, умерла, когда ему было 11 лет. Он и его сестра Чандра воспитывались их бабушкой.

### Научная карьера
После переезда семьи в Аллахабад Таймни учился в государственном колледже, где получил степень магистра по химии. Отказавшись от карьеры чиновника, он решил заняться работой преподавателя в Аллахабадском университете. В 1928 году в Лондонском университете защитил докторскую диссертацию по неорганической химии. Таймни продолжал работу в университете Аллахабада до своей отставки в 1960 году, затем два года работал в Совете по научным и промышленным исследованиям.

### Работа для теософии
Таймни стал членом Теософского общества (Адьяр) в Аллахабаде в 1919 году. Он и его супруга, Кунвар Таймни, были пожизненными членами Общества. Таймни опубликовал несколько переводов индуистских текстов, в том числе перевод и собственное толкование «Йога-сутр» Патанджали. В течение пяти лет, с 1973 по 1978 год, он руководил Эзотерической секцией Теософского общества. В 1975 году был награждён за вклад в теософскую литературу медалью Субба Роу. Согласно WorldCat, опубликовал 62 работы, не считая статей.

### На русском языке
- Введение в психологию йоги = Glimpses into the Psychology of Yoga / Пер. с англ. Л. И. Ефимовой. — М.: Шечен, 2005. — 368 с. — ISBN 5-93980-012-2.

## Комментарии
1. ↑  По мнению израильского индолога Йоханана Гриншпона (Еврейский университет в Иерусалиме), Таймни был одним из ведущих специалистов по философии йоги.[4]
2. ↑  «Works: 62 works in 236 publications in 8 languages and 2,197 library holdings».[10]